# Touraco à queue barrée
Crinifer zonurus
Espèce
Statut de conservation UICN

 LC  : Préoccupation mineure
Le Touraco  à queue barrée (Crinifer zonurus) est une espèce d'oiseaux de la famille des Musophagidae, vivant dans les savanes d'Afrique subsaharienne.